# Zagorica, Dobrepolje
Zagorica este o localitate din comuna Dobrepolje, Slovenia, cu o populație de 222 de locuitori.